# Doryichthys boaja
Doryichthys boaja är en fiskart som först beskrevs av Pieter Bleeker 1851. Den ingår i släktet Doryichthys och familjen kantnålsfiskar (Syngnathidae). Internationella naturvårdsunionen (IUCN) kategoriserar arten globalt som livskraftig. Inga underarter finns listade i Catalogue of Life.